# Habrovany (zámek)
Zámek Habrovany se nachází v obci Habrovany, v okrese Vyškov, v Jihomoravském kraji, asi 12 km od města Vyškov.

## Popis stavby
Budova patrového klasicistního zámku s hlavním křídlem, dvěma krátkými křídly a parkem stojí na jihu stejnojmenné obce.

## Historie
Původně zde stávala tvrz, která vznikla v první polovině 14. století. Sídlil na ní Mikuláš z Habrovan. Roku 1385 získal tvrz i se vsí Beneš z Pamětic. Během husitských válek byla pobořena a roku 1446 byla vedena jako pustá. Obnovil ji Jan ze Šelmberka po polovině 15. století.
V 16. století byla tvrz sídlem Jana Dubčanského ze Zdenína, zakladatele sekty bratří habrovansko-luleckých, který ji přestavěl na renesanční zámek. Jeho syn Jan Dubčanský ze Zdenína na Habrovanech prodal zámek Bohuslavu Zoubkovi ze Zdětína. V letech 1635-1773 tvrz patřila jezuitům jako dědictví po Kateřině Zoubkové. Ti se však o údržbu příliš nestarali, a proto tvrz postupně chátrala. Po zrušení řádu v roce 1773 přešel zámek do náboženského fondu.
V roce 1824 koupil panství Jan Herring z Frankensdorfu, nechal zámek v letech 1825-1836 přestavět na klasicistní a založil zámecký park. V druhé polovině 19. století náležel zámek Gomperzům. Účelová úprava zámku a parku je novodobá. Není přístupný veřejnosti; sídlí v něm zařízení péče o tělesně postižené klienty.